# Treßdorf
Treßdorf je naselje občine Cirkno v okraju Šmohor na Koroškem v Avstriji.